# 지연성 근통증
지연성 근통증(遲延性筋痛症, 영어: Delayed onset muscle soreness, DOMS)은 과도한 운동 또는 익숙하지 않은 형태의 중강도 또는 고강도 운동 후 즉시 발생하지 않고 서서히 나타나는 근통증이다.

## 증상
지연성 근통증의 증상은 신체활동을 할 때 근경직(muscle stiffness)과 압통(tenderness) 등의 통증으로 나타난다. 지연성 근통증은 운동 후 12~48시간에 최고조에 달하며, 운동 후 5~7일이 지나 정상 상태로 회복되는 것으로 알려져 있다. 근통증으로 인해 근력 감소, 편안하게 움직일 수 있는 관절각도의 감소, 관절 운동범위의 감소(range of motion: ROM) 등이 초래된다. 또한 지연성 근통증은 근육을 팽창시키고 부피도 증가시키며, 근육의 신전과 굴곡 시 발휘되는 힘을 감소시켜 운동수행능력을 떨어뜨리게 된다. 신장성 운동 후, 최대 등척성 근력이 정상상태의 50%의 수준까지 감소되었다는 연구 결과도 있으며, 신장성 운동 후 최대 운동력(maximal dynamic power output)의 감소가 길게는 4일까지 정상 수준의 80%까지 감소하였다고 보고된 기록도 있다. 이러한 근력소실의 기전이 명확하게 밝혀지지는 않았지만 힘을 생산하기 위한 근육의 고유 용적 수축단위의 손상과 통증인식으로 인한 이차적 요인 때문이라 보고되고 있다.
근 통증에 대한 지각의 증가는 근수축을 방해하고 근수축의 감소는 일상생활과 같은 기능적 움직임이나 컨디션 조절에 걸림돌로 작용하게 된다.

## 원인
지연성 근통증의 명확한 이유는 아직 밝혀지지 않았다. 근육 통증과 불편한 느낌은 주로 실시한 운동의 형태와 운동 강도, 운동시간에 따라 달라진다. 근섬유에 가해지는 활동적인 압력 크기는 근육 손상과 근통증을 유발한다. 신장성 근육 활동과 정도는 약하지만 등척성 근육 활동은 일반적으로 노인에게 운동 후 근육 통증과 불편한 느낌을 크게 만드는 원인이 되기도 한다. 전에 실시한 운동으로 인한 근섬유의 손상과 근통증은 차후의 근육 손상을 악화시키거나 재생 과정을 방해하지 않는다.
일반적으로 지연성 근통증은 단축성(concentric) 수축에 비하여 신장성(eccentric) 수축을 하는 경우 더 현저하게 나타나는 것으로 보고되었으나, 최근의 연구에 의하면 등속성 수축을 하는 경우에는 단축성 수축에 의하여 지연성 근통증이 더욱 두드러지게 나타나는 것으로 보고되었다. 등속성 수축이 운동손상 후 재활에 널리 사용되고 있기 때문에, 등속성 수축 후 나타난 지연성 근통증을 효과적으로 완화시키기 위한 관련된 방법을 찾기 위한 연구가 활발하게 진행되고 있다.
지연성 근통증을 설명하는 이론은 다양하지만 격렬한 운동을 하는 동안 근육의 미세한 열상 때문에 일어난다는 조직 열상론과, 격렬한 운동 중 근섬유보다 건을 포함한 결합 조직이 손상 받아 발상된다는 결합 조직 이론이 대표적인 이론이다.
이러한 지연성 근통증은 준비운동과 정리운동 부족, 부정확한 동작, 과부하 및 기구사용의 미숙함, 근피로의 누적, 그리고 부상 등으로 발생될 수 있다. 이러한 통증으로 인해 운동을 장기적으로 시행하지 못하게 될 수 있으며 나아가 운동에 대한 흥미를 잃게 될 수도 있다. 따라서 어떠한 종류의 운동을 하든지 운동 후 적절한 방법을 통해 근피로를 신속하고 적절하게 해소시키는 것이 매우 중요하다.
근통증 유발 요인
1. 근조직의 찢어짐 또는 손상에 의한 크레아틴 키나아제, 마이오글로빈, 트로포닌Ⅰ(근섬유 손상의 포식자)의 유출
2. 삼투압 변화 시 주위 주직 내의 체액 정체
3. 근경직(muscle spasm)
4. 과도한 스트레칭으로 인한 근육 결합조직의 손상
5. 단발성 염증
6. 세포의 칼슘 조절 기전 변화
7. 위의 언급한 요소들의 복합적인 작용에서 오는 근통증.[18]

## 발생과 회복의 과정
다음은 익숙하지 않은 운동을 실시한 후 지연성 근통증이 일어나는 과정을 나타낸 것이다. 지연성 근통증이 궁극적으로 염증 반응을 일으키고 손상된 근조직을 회복시킨다. 단기간 운동으로 인한 세포적 적응은 향후 손상과 통증이 있을 때 저항 능력을 개선시킨다.
1. 신장성 근육 활동이 동원되는 익숙하지 않은 운동.(내리막 달리기, 부하를 천천히 내리는 동작 등)
2. 높은 근력은 근초(sarcolemma)를 손상시켜 세포질 효소와 마이오글로빈을 방출시킨다.
3. 근육 수축 근원섬유와 비수축성 구조를 손상시킨다.
4. 대사물질인 칼슘이 근육세포에 비정상적인 수준으로 축적되어 세포 손상을 더욱 야기하고 근력 발휘 능력을 감소시킨다.
5. 염증 반응, 압통(tenderness), 통증으로 기인한 지연성 근통증이 발생한다.
6. 염증 반응이 시작된다. 근육세포가 치료된다. 차후 운동 시 발생하는 손상에 근육이 더 잘 저항할 수 있도록 근육을 적응시킨다.[19]

한편, 크레아틴 키나아제(creatine kinase: CK)는 근육손상을 확인하는 중요한 효소로 지연성 근통증을 측정하는 방법으로 널리 사용되고 있다. 크레아틴 키나아제는 지연성 근통증과 비슷한 시간의존성을 가지고 있어서 운동 후 약 24시간 이후 증가되기 시작하여 48시간에서 72시간 후에 최고에 도달하는 것으로 알려져 있다.

## 처치
일반적으로 통증은 증상이 나타난 후 약 72시간 내에 사라진다. 저강도 활동, 마사지, 온수 목욕, 사우나 등과 같이 근육에 혈류를 증가시키는 방법이 도움이 될 수 있다.
최근에는 운동 중에 생성되는 피로를 보다 빨리 회복시키고, 운동 전의 컨디션 조절과 운동 후의 신체적, 정서적 회복을 위하여 치료적 마사지 방법이 이용되고 있다. 치료적 마사지는 시술자가 상대의 피부 위를 일정한 방식과 방법으로 자극을 가하고, 그것에 의해 생체 반응을 일으킴으로써 신체에 생긴 병을 예방하거나 건강을 증진시키는 것이다.
근육의 피로는 단지 휴식만을 취하는 것보다 휴식과 마사지를 병행함으로써 피로를 보다 빨리 회복시킬 수 있으며, 치료 시에는 마사지와 운동을 교대로 하는 것이 효과적이다.